# 德氏鏢鱸
德氏鏢鱸為輻鰭魚綱鱸形目鱸亞目河鱸科鏢鱸屬的其中一種，分布於美國田納西河流域，體長可達7.2公分，棲息在岩石底質的水塘、溪流。